# Dorothy Shepherd-Barron
Dorothy Shepherd-Barron, nascuda Dorothy Cunliffe, (Beighton, South Yorkshire, Anglaterra, 24 de novembre de 1897 − Melbourn, Cambridgeshire, Anglaterra, 20 de febrer de 1953) fou una tennista anglesa. Fou guanyadora d'una medalla de bronze en els Jocs Olímpics de París 1924 en categoria de dobles fent parella amb Evelyn Colyer, i guanyadora d'un títol de Grand Slam a Wimbledon també en dobles junt a Phyllis Mudford King.

## Biografia
El 23 de setembre de 1921 es va casar amb l'enginyer Wilfred Shepherd-Barron a Bombai (Índia). D'entre els seus fills destaquen John Shepherd-Barron, inventor del caixer automàtic, i Richard Shepherd-Barron, pilot d'automobilisme a la dècada dels 50 i 60. Dorothy Shepherd-Barron va morir el 20 de febrer de 1953 a Cambridgeshire en un accident de trànsit.

## Carrera esportiva
Entre 1920 i 1939 va participar en una quinzena d'edicions de Wimbledon sent el seu millor resultat individual els quarts de final els anys 1921 i 1924. En dobles va tenir més èxit sent finalista l'any 1929 amb Phyllis Howkins Covell, dos anys més tard, 1931, aconseguí el títol més important del seu palmarès en imposar-se en la final junt a Phyllis Mudford King. També fou finalista en el U.S. National Championships el 1929 novament amb Phyllis Howkins Covell. En la categoria de dobles mixts fou finalista en quatre ocasions sense poder imposar-se en cap d'elles. Tres d'elles a Wimbledon (1923, 1924 i 1934) amb Lewis Deane, Leslie Godfree i Bunny Austin respectivament, i una altra a l'Internationaux de France amb Austin l'any 1931.
Un altre fet destacat de la seva carrera fou la medalla de bronze en els Jocs Olímpics de París 1924 en la categoria de dobles femenins. Amb la seva compatriota Evelyn Colyer es van imposar en la final de consolació a l'equip francès format per Marguerite Broquedis i Yvonne Bourgeois. En semifinals van ser superades per les estatunidenques Hazel H. Wightman i Helen Wills. En categoria individual fou derrotada per la francesa Julie Vlasto en quarts de final.

## Torneigs de Grand Slam

### Dobles: 3 (1−2)
| Resultat   | Núm. | Any  | Torneig                                        | Parella                | Oponents                                      | Marcador      |
| ---------- | ---- | ---- | ---------------------------------------------- | ---------------------- | --------------------------------------------- | ------------- |
| Finalista  | 1.   | 1929 | Wimbledon, Londres, Regne Unit                 | Phyllis Howkins Covell | Peggy Saunders Michell Phoebe Holcroft Watson | 4−6, 6−8      |
| Finalista  | 2.   | 1929 | U.S. National Championships, Forest Hills, EUA | Phyllis Howkins Covell | Peggy Saunders Michell Phoebe Holcroft Watson | 6−2, 3−6, 4−6 |
| Guanyadora | 1.   | 1931 | Wimbledon                                      | Phyllis Mudford King   | Doris Metaxa Howard Josane Sigart             | 3−6, 6−3, 6−4 |

### Dobles mixts: 4 (0−4)
| Resultat  | Núm. | Any  | Torneig                                 | Parella        | Oponents                       | Marcador      |
| --------- | ---- | ---- | --------------------------------------- | -------------- | ------------------------------ | ------------- |
| Finalista | 1.   | 1923 | Wimbledon, Londres, Regne Unit          | Lewis Deane    | Elizabeth Ryan Randolph Lycett | 4−6, 5−7      |
| Finalista | 2.   | 1924 | Wimbledon                               | Leslie Godfree | Kitty McKane John Gilbert      | 3−6, 6−3, 3−6 |
| Finalista | 3.   | 1931 | Internationaux de France, París, França | Bunny Austin   | Betty Nuthall Patrick Spence   | 3−6, 7−5, 3−6 |
| Finalista | 4.   | 1934 | Wimbledon                               | Bunny Austin   | Dorothy Round Tatsuyoshi Miki  | 6−3, 4−6, 0−6 |

## Jocs Olímpics

### Dobles
| Any  | Campionat                    | Parella       | Oponents                              | Resultat |
| ---- | ---------------------------- | ------------- | ------------------------------------- | -------- |
| 1924 | Jocs Olímpics, París, França | Evelyn Colyer | Marguerite Broquedis Yvonne Bourgeois | 6−1, 6−2 |